# 758 Mancunia
758 Mancunia è un asteroide della fascia principale del diametro medio di circa 85,48 km. Scoperto nel 1912, presenta un'orbita caratterizzata da un semiasse maggiore pari a 3,1887882 UA e da un'eccentricità di 0,1515781, inclinata di 5,60662° rispetto all'eclittica.
Il nome è un omaggio alla città di Manchester, in Inghilterra, il cui antico nome era appunto Mancunia.